# Giải Nobel hóa học

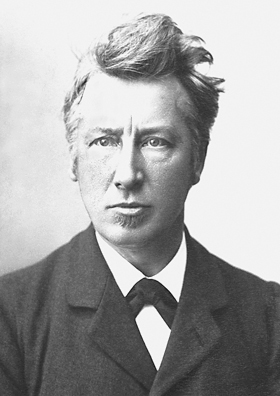
Van't Hoff (1852-1911) là người đầu tiên nhận giải Nobel Hóa học, đã khám phá ra các định luật động lực học hóa học và áp suất thẩm thấu trong các dung dịch.

Giải Nobel Hóa học là giải thưởng do Viện Hàn lâm Khoa học Hoàng gia Thụy Điển trao hàng năm cho các nhà khoa học trong các lĩnh vực khác nhau của hóa học. Đây là một trong năm Giải Nobel được thành lập theo di nguyện của Alfred Nobel vào năm 1895, trao thưởng cho những đóng góp nổi bật trong hóa học, vật lý, văn học, hòa bình, và sinh lý học hoặc y học. Giải thưởng này do Quỹ Nobel quản lý, và Viện Hàn lâm Khoa học Hoàng gia Thụy Điển trao thưởng theo đề xuất của Ủy ban Nobel về Hóa học bao gồm năm thành viên do Viện Hàn lâm bầu chọn. Giải thưởng diễn ra hàng năm tại Stockholm vào ngày 10 tháng 12, ngày giỗ của Nobel.
Giải Nobel Hóa học đầu tiên được trao vào năm 1901 cho Jacobus Henricus van 't Hoff, người Hà Lan, "vì khám phá của ông về các định luật động hóa học và áp suất thẩm thấu trong các dung dịch". Từ năm 1901 đến năm 2022, tổng cộng 189 cá nhân đã nhận giải. Giải Nobel Hóa học năm 2022 đã được trao cho Carolyn R. Bertozzi, Morten P. Meldal, và Karl Barry Sharpless vì công của họ trong phát triển hóa học click và hóa học trực giao sinh học. Chỉ có tám phụ nữ từng nhận giải thưởng, bao gồm Marie Curie, con gái của bà là Irène Joliot-Curie, Dorothy Hodgkin (1964), Ada Yonath (2009), Frances Arnold (2018), Emmanuelle Charpentier, Jennifer Doudna (2020) và Carolyn R. Bertozzi (2022).

## Bối cảnh
Alfred Nobel đã quy định trong di chúc và di thư cuối cùng của ông rằng tiền của ông sẽ dùng để tạo ra một loạt giải thưởng để trao cho những người mang lại "lợi ích lớn nhất cho nhân loại" trong các lĩnh vực  vật lý, hóa học,hòa bình, sinh học hoặc y học, và văn học. Mặc dù Nobel đã viết nhiều di chúc trong suốt cuộc đời của ông, nhưng di chúc cuối cùng được viết hơn một năm trước khi ông qua đời và ký tại Câu lạc bộ Thụy Điển-Na Uy ở Paris vào ngày 27 tháng 11 năm 1895. Nobel để lại 94% tổng tài sản 31 triệu konor Thụy Điển (US$198 triệu, €176 triệu vào năm 2016), để thiết lập và tặng năm giải thưởng Nobel. Do mức độ hoài nghi xung quanh di chúc, phải đến ngày 26 tháng 4 năm 1897, di chúc mới được Quốc hội Na Uy chấp thuận. Những người thực hiện di chúc của ông là Ragnar Sohlman và Rudolf Lilljequist, họ đã thành lập Quỹ Nobel để quản lý tài sản của Nobel và tổ chức các giải thưởng.
Các thành viên của Ủy ban Nobel Na Uy sẽ trao giải Giải Hòa bình ngay sau khi di chúc được thông qua. Các tổ chức trao giải theo sau: Học viện Karolinska vào ngày 7 tháng 6, Viện Hàn lâm Thụy Điển vào ngày 9 tháng 6 và Viện Hàn lâm Khoa học Hoàng gia Thụy Điển vào ngày 11 tháng Sáu. Sau đó, Quỹ Nobel đã đạt được thỏa thuận về hướng dẫn cách thức trao giải Nobel. Năm 1900, Vua Oscar II ban hành quy chế mới cho Quỹ Nobel. Theo di chúc của Nobel, Viện Hàn lâm Khoa học Hoàng gia Thụy Điển sẽ trao Giải thưởng Hóa học.

## Lễ trao giải
Ủy ban và tổ chức đóng vai trò là hội đồng tuyển chọn cho giải thưởng thường công bố tên của những người đoạt giải vào tháng 10. Giải thưởng sau đó sẽ được trao tại các buổi lễ chính thức tổ chức hàng năm vào ngày 10 tháng 12, ngày giỗ của Alfred Nobel. "Điểm nổi bật của Lễ trao giải Nobel ở Stockholm là khi mỗi người đoạt giải Nobel bước lên phía trước để nhận giải thưởng từ tay của Quốc vương Thụy Điển. Người đoạt giải Nobel nhận ba thứ: một bằng chứng nhận, một huy chương và một tài liệu xác nhận số tiền thưởng" ("Những gì người đoạt giải Nobel nhận"). Sau đó Đại tiệc Nobel sẽ diễn ra tại Tòa thị chính Stockholm.
Có thể chọn tối đa ba người đoạt giải và hai tác phẩm khác nhau. Giải thưởng có thể trao cho tối đa ba người nhận mỗi năm, bao gồm một huy chương vàng, một bằng chứng nhận và một khoản tiền mặt.

## Người đoạt giải Nobel hóa học theo quốc gia
| Quốc gia       | Người đoạt giải[A] |
| -------------- | ------------------ |
| Hoa Kỳ         | 79                 |
| Đức            | 34                 |
| Vương quốc Anh | 34                 |
| Pháp           | 11                 |
| Nhật Bản       | 8                  |
| Thụy Sĩ        | 7                  |
| Israel         | 6                  |
| Canada         | 5                  |
| Thụy Điển      | 5                  |
| Hà Lan         | 4                  |
| Hungary        | 3                  |
| Áo             | 2                  |
| Đan Mạch       | 2                  |
| New Zealand    | 2                  |
| Na Uy          | 2                  |
| Ba Lan         | 2                  |
| Argentina      | 1                  |
| Úc             | 1                  |
| Bỉ             | 1                  |
| Cộng hòa Séc   | 1                  |
| Ai Cập         | 1                  |
| Phần Lan       | 1                  |
| Ấn Độ          | 1                  |
| Ý              | 1                  |
| Mexico         | 1                  |
| Rumani         | 1                  |
| Nga            | 1                  |
| Thổ Nhĩ Kỳ     | 1                  |
| Đài Loan       | 1                  |